# Sommet de l'OTAN de 2001
Pour un article plus général, voir Sommet de l'OTAN.
Le sommet du quartier général de l'OTAN 2001 est un sommet de l'OTAN, conférence diplomatique réunissant en session extraordinaire au grand quartier général des puissances alliées en Europe, en Belgique, du 23 au 25 avril 2001, les chefs d'État et de gouvernement des pays membres de l'Organisation du traité de l'Atlantique nord.